# Hyalideae
Hyalideae Panero, 2007 è una tribù di piante angiosperme dicotiledoni appartenenti alla famiglia delle Asteraceae.

## Descrizione

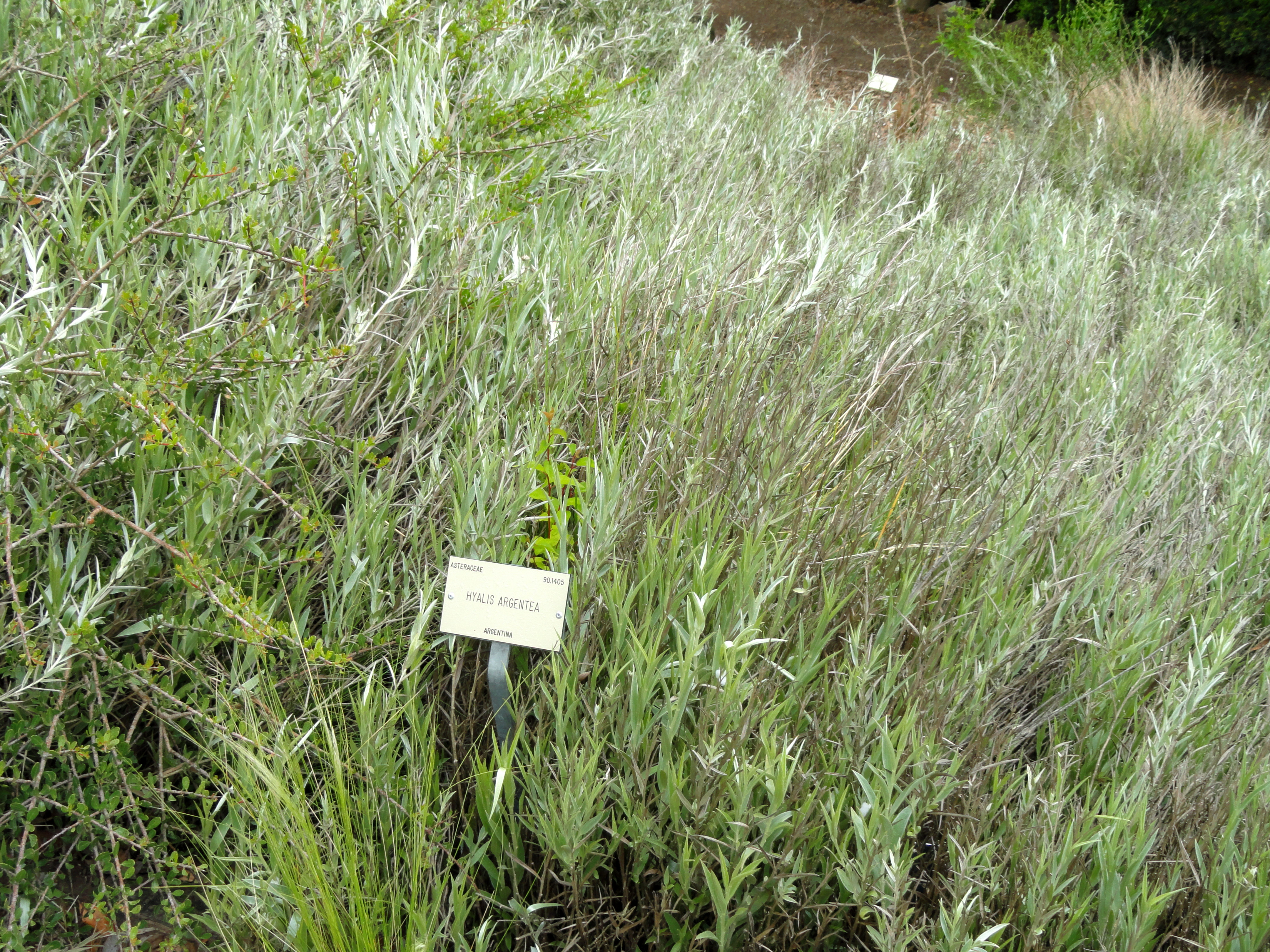
Il portamento
Hyalis argentea

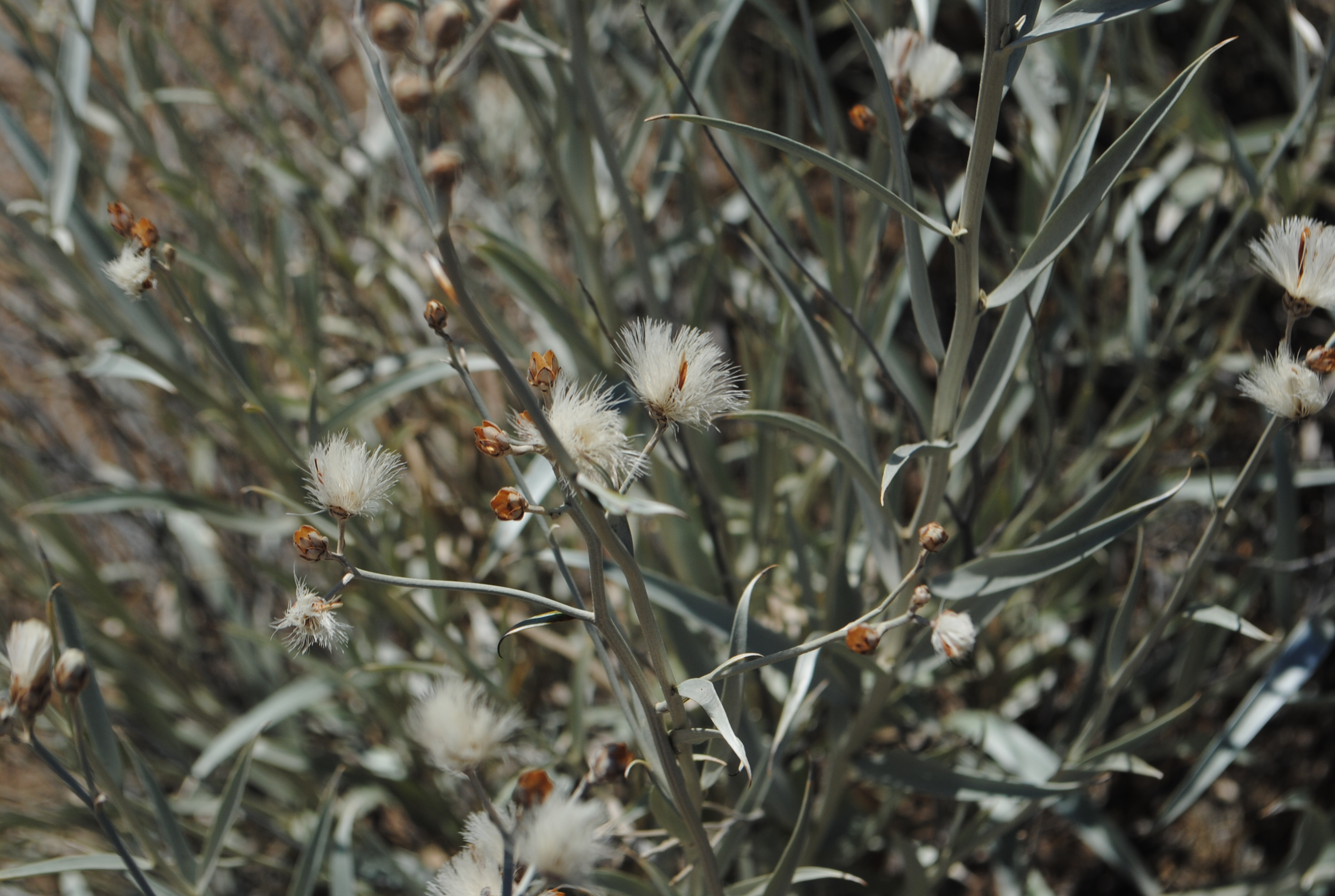
I pappi
Hyalis argentea

Habitus. La tribù comprende specie erbacee o arbustive (anche rizomatose) e generi monoici, ma anche piccoli alberi.
Foglie. Le foglie lungo il fusto sono disposte in modo alternato. La forma della lamina è da ellittica a orbicolare oppure da lineare-lanceolata a oblunga-lanceolata, generalmente con bordi interi o denticolati. La consistenza delle foglie è erbacea o subcoriacea. La venatura può essere pennata o tri-vene di tipo attinodroma (venatura raggiata)..
Infiorescenza. Le infiorescenze sono composte da capolini solitari (o 2 - 3), terminali e lungamente peduncolati (portamento scapiforme) o (raramente) sono raccolti in formazioni pseudo-corimbose o di tipo glomeruloso, in questo caso i capolini sono brevemente peduncolati. I capolini di tipo discoide o radiato ed omogami o eterogami sono formati da un involucro a forma da oblunga a campanulata, o spiralato composto da brattee (o squame) all'interno delle quali un ricettacolo fa da base ai fiori. Le brattee, persistenti e simili a foglie, disposte su 3 - 10 o più serie (di meno in Ianthopappus) in modo embricato e scalate in altezza, sono di vario tipo e consistenza. Il ricettacolo è privo di pagliette a protezione della base dei fiori (ricettacolo nudo).
Fiori. I fiori (da 4 - 6 oppure da 30 - 50) sono tetraciclici (a cinque verticilli: calice – corolla – androceo – gineceo) e in genere pentameri (ogni verticillo ha 5 elementi). I capolini possono contenere fiori di due tipi: (1) isomorfi (stessa forma) ossia ermafroditi con corolle di tipo tubolare profondamente lobare (5 lobi); (2) dimorfi (due forme) ossia con fiori periferici con corolle bilabiate e fiori centrali con corolle tubolari; in quest'ultimo caso o tutti i fiori sono ermafroditi, oppure i fiori periferici sono femminili e quelli centrali ermafroditi.
- Formula fiorale:

*/x K {\displaystyle \infty }, [C (5), A (5)], G 2 (infero), achenio
- Calice: i sepali del calice sono ridotti ad una coroncina di squame.
- Corolla: il colore delle corolle è bianco, rosa e purpureo, raramente è giallo. La corolla può essere tubolare (actinomorfa) terminante con 5 profondi lobi; oppure bilabiata (zigomorfa) con un labbro esterno allungato e patente.
- Androceo: l'androceo è formato da 5 stami con filamenti liberi e antere saldate in un manicotto circondante lo stilo.[9] Le antere in genere hanno una forma sagittata con appendici apicali acute. Le teche sono calcarate (provviste di speroni) e provviste di code lunghe e pelose. Talvolta le code sono connate tra di loro. Il polline normalmente è tricolporato a forma sferica (può essere microechinato).
- Gineceo: il gineceo ha un ovario uniloculare infero formato da due carpelli.[9]. Lo stilo è unico e con due stigmi. Gli stigmi sono mediamente lunghi con terminazioni arrotondate (raramente acute) e ottuse. L'ovulo è unico e anatropo.

Frutti. I frutti sono degli acheni con pappo. La forma degli acheni è cilindrica (raramente è compressa) con superficie pubescente. Il carpoforo (o carpopodium) è uno stretto anello o corto cilindro appena visibile oppure è assente. L'endosperma è cellulare. Il pappo è formato da diverse setole disposte su 2 - 3 serie, tutte sono piumose all'apice, alcune sono più corte. Il pappo è direttamente inserito nel pericarpo o è connato in un anello parenchimatico posto sulla parte apicale dell'achenio.

## Biologia
- Impollinazione: l'impollinazione avviene tramite insetti (impollinazione entomogama tramite farfalle diurne e notturne).
- Riproduzione: la fecondazione avviene fondamentalmente tramite l'impollinazione dei fiori (vedi sopra).
- Dispersione: i semi (gli acheni) cadendo a terra sono successivamente dispersi soprattutto da insetti tipo formiche (disseminazione mirmecoria). In questo tipo di piante avviene anche un altro tipo di dispersione: zoocoria. Infatti gli uncini delle brattee dell'involucro si agganciano ai peli degli animali di passaggio disperdendo così anche su lunghe distanze i semi della pianta.

## Distribuzione e habitat
Le specie di questo gruppo sono distribuite in Sudamerica e in parte in Asia.

## Tassonomia
La famiglia di appartenenza di questa voce (Asteraceae o Compositae, nomen conservandum) probabilmente originaria del Sud America, è la più numerosa del mondo vegetale, comprende oltre 23.000 specie distribuite su 1.535 generi, oppure 22.750 specie e 1.530 generi secondo altre fonti (una delle checklist più aggiornata elenca fino a 1.679 generi). La famiglia attualmente (2021) è divisa in 16 sottofamiglie.

### Filogenesi
Questa tribù è descritta nell'ambito della sottofamiglia Stifftioideae. La sottofamiglia Stifftioideae, nell'ambito della famiglia, occupa una posizione "basale" subito dopo la sottofamiglia Barnadesioideae e della recente sottofamiglia Famatinanthoideae. Questa sottofamiglia è probabilmente un "gruppo fratello" della sottofamiglia Mutisioideae. Hyalideae è una delle due tribù della famiglia (l'altra è la tribù Stifftieae).
L'età di separazione di questo gruppo dal resto della famiglia è stata calcolata variamente e oscilla tra i 27 e 47 milioni di anni fa.
Da un punto di vista filogenetico la tribù comprende due cladi: (1) "Leucomeris clade" con distribuzione asiatica e comprendente i generi Leucomeris e Nouelia; (2) "Hyalis clade" con distribuzione nel Sud America e comprendente i generi Ianthopappus e Hyalis. Nella tassonomia precedente i generi Ianthopappus e Hyalis erano descritti all'interno della sottotribù Mutisiinae (Cass.) Dumort., 1829, mentre i generi Leucomeris e Nouelia facevano parte del "Nouelia Group" della tribù Hecastocleideae Panero & V.A.Funk, 2002. Prima ancora (Cabrera, 1977) erano descritti all'interno della sottotribù Gochnatiinae.
Il numero cromosomico di alcune specie di questo gruppo è 2n = 54.

### Elenco dei generi
La tribù Hyalideae comprende 4 generi e 6 specie:
| Genere                                   | N. specie                                           | Distribuzione                                               |
| ---------------------------------------- | --------------------------------------------------- | ----------------------------------------------------------- |
| Hyalis D. Don ex Hook & Arn., 1835       | 2 spp.                                              | Bolivia, Paraguay e Argentina                               |
| Ianthopappus Roque & D. J. N. Hind, 2001 | 1 sp. (I. corymbosus (Less.) Roque & D. J. N. Hind) | Argentina (settentrionale), Brasile (meridionale) e Uruguay |
| Leucomeris D. Don, 1825                  | 2 spp.                                              | Asia orientale                                              |
| Nouelia Franch., 1888                    | 1 sp. (N. insignis Franch.)                         | Cina                                                        |